# Зугмара
Зугмара́ — село в Петровск-Забайкальском районе Забайкальского края России. Административный центр сельского поселения «Зугмарское».

## География
Расположено на левом берегу реки Хилок, в 49 км к юго-востоку от районного центра — города Петровск-Забайкальский.

## Население
| 1989 | 2002 | 2010 | 2012 | 2013 | 2014 | 2015 |
| ---- | ---- | ---- | ---- | ---- | ---- | ---- |
| 302  | ↘267 | ↗282 | ↘263 | ↘262 | ↘248 | ↘244 |
| 2016 | 2017 | 2018 | 2019 | 2020 | 2021 |      |
| ↘242 | ↘241 | ↘232 | ↗239 | ↘233 | ↘222 |      |

## Известные люди, связанные с селом
- Мэдэгма Доржиева (род. 1980) — бурятская певица, пианистка, композитор, продюсер, уроженка села Зугмара.